# メンメルスドルフ
メンメルスドルフ (ドイツ語: Memmelsdorf) は、ドイツ連邦共和国バイエルン州オーバーフランケン行政管区のバンベルク郡に属す町村（以下、本項では便宜上「町」と記述する）で郡庁所在地バンベルクの東の市境に接して位置している。

## 歴史
バンベルク地方の多くの町と同様に、この町の正確な成立時期ははっきりとせず、王室領がおかれた900年頃をその起源としている。土着の修道院などがなかったため、古い時代の伝承が遺されなかったのである。1120年頃にはこの町は、Mam、MamoあるいはMemoと呼ばれていた。フランク語のMamoからは、Memenstorf、Memistorf、Mamestorf、Mamenestorfといった地名が生まれ、現在のメンメルスドルフ(Memmelsdorf)の名もこの言葉から生まれた。伝承に残る街道の名前から、この地域に古い交易路があったと推測される。
- 900年 王室領の設置
- 1120年 Mamoの集落の設置
- 1248年 メンメルスドルフ百戸区の設置

メンメルスドルフは、バンベルク司教本部領に属し、代官所が置かれていた。1803年の帝国代表者会議主要決議でバイエルン領となった。バイエルン王国の行政改革の時代、1818年の自治体令により現在の自治体が成立した。

### 町村合併
1953年まで、メンメルスドルフは、メンメルスドルフ地区とゼーホーフ城だけから成っていた。1954年に、まず、多くの亡命者や国外追放者らがリヒテンアイヒェ居住区を創設し、数年のうちに典型的な郊外の住宅地に成長した。市町村再編の動きはこの町に大きな変化をもたらした。1972年に、それまで独立した自治体であった5つの町村がメンメルスドルフに合併し、この町は9地区から成る町となった。

### 自治体の構成
この町は、公式には10の地区 (Ort) からなる。
| - ドローゼンドルフ - クレンメルドルフ - ラウベント - リヒテンアイヒェ - メーデンスドルフ | - メンメルスドルフ - メルケンドルフ - シュメールドルフ - ゼーホーフ - ヴァイヒェンドルフ |

## 行政

### 紋章
大司教本部領時代のメンメルスドルフの印章は遺されていない。バイエルン王国時代の自治体としての印も通常の官印である。1963年12月5日にバイエルン州内務省は以下の図柄の紋章を受理・承認した。「左半分は金地で、その中央に黒いマントと黒い帽子を身につけ、右手に銀の杖、左手に金の本を持った人物像。右半分は銀地で、三つの峰の山上に金色の実をつけたオークの木。」紋章と同時にメンメルスドルフの旗も制定された。黒−金−緑の三色のストライプで町章とともに用いられる。

## 文化と見所

### 建造物

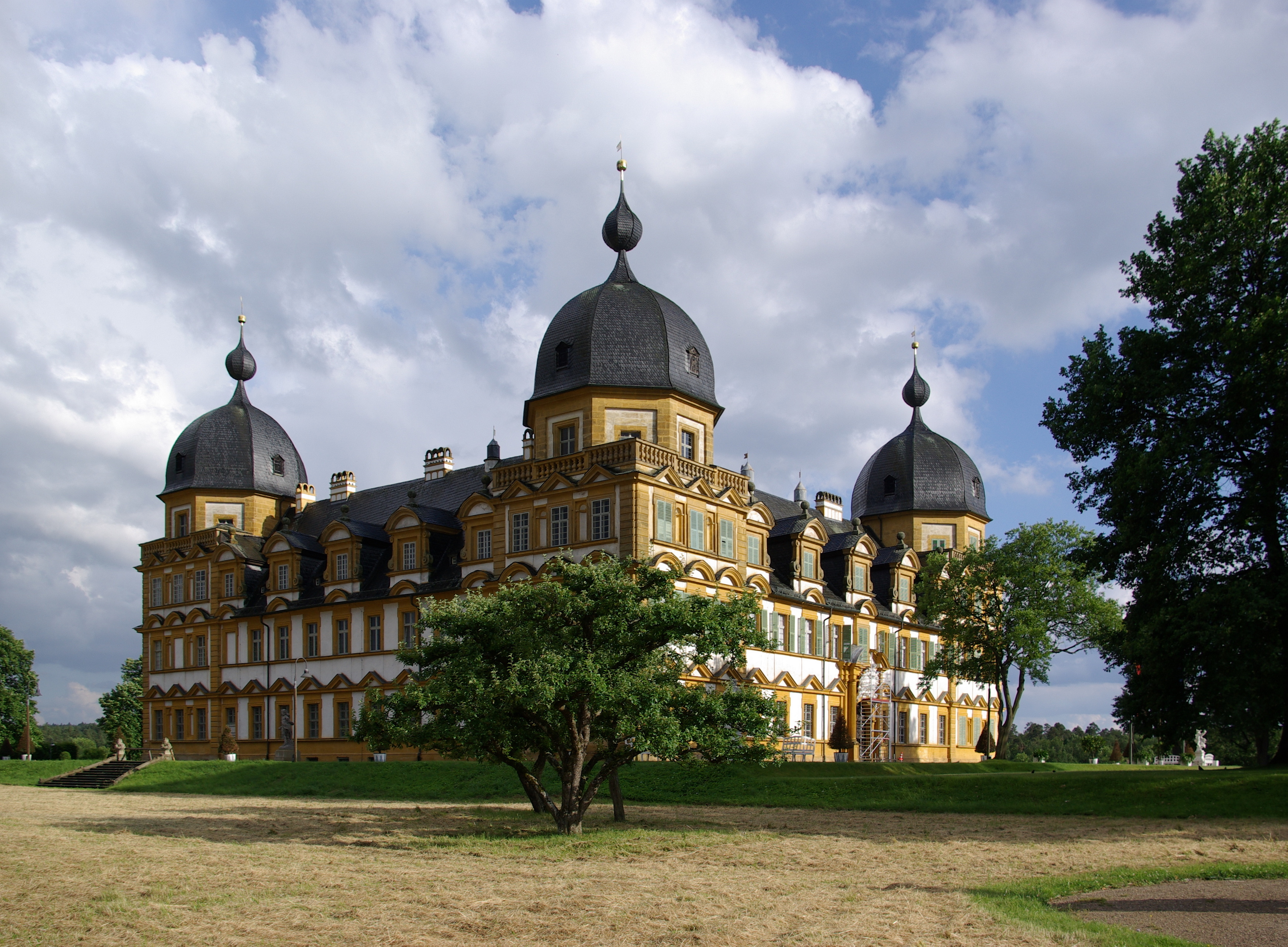
ゼーホーフ城

ゼーホーフ城は、かつてバンベルク司教君主の夏の離宮であり、狩りの館であった城。現在はバイエルン州文化財保護局の建物になっている。この建物は、1686年にアントニオ・ペトリーニの設計に基づき建設された。特徴的な丸屋根の角塔を持つ、四つの翼棟から成る構造で、内部にはロタール・フランツ・フォン・シェーンボルンの時代に造られたバロック庭園がある。この庭園は、司教領主アダム・フリードリヒ・グラーフ・フォン・ザインスハイムの指揮下、整備され、美しい庭園となった。400体を越えるフェルディナント・ティーツの砂岩彫刻が置かれていたが、世俗化後、わずかな作品を遺して、散逸してしまった。ロココ庭園のかつての豪奢さは、大規模な修復を受けた階段庭園の構造や城の西側にある『プロセルピナの強奪』や『稲妻をとばすユピテル』の群像からうかがい知ることができる。また、城の西側のかつてオランジュリーであった建物に展示されたフェルディナント・ティーツの作品コレクションからもその庭園の具体的な様子の断片を知ることができる。オランジュリーの東側では復活祭から10月にかけてカフェ・レストランが営業している。西翼のかつての司教領主の社交室は、アダム・フリードリヒ・フォン・ザインスハイムの時代に改修された。室内調度の白眉は、ジュゼッペ・アッピアーニの天井画をもつ白の広間である。
城の博物館は、4月1日から10月31日まで、月曜を除く毎日、9時から18時まで開館している。11月1日から3月31日まで博物館は閉鎖される。庭園は、4月1日から10月31日までは7時から19時まで、11月1日から3月31日までは9時から日没まで、見学できる。

### スポーツ
スポーツフェライン 1923 e.V.は、メンメルスドルフ最大のクラブで、多くの種目を持つ。サッカー、ボウリング、バレーボール、チェスなど多くの人が趣味を楽しんでいる。いくつかの種目で州リーグへの進出を果たしている。

### 愛好会
メンメルスドルフは、カーニバル愛好会 (MCC- Memmelsdorfer Carnevals Club) でバイエルン州でよく知られている。このクラブが毎年メンメルスドルフ・ゼーホーフホールで行っている発表会はバイエルンでもよく知られており、人気が高い。MMCはメンメルスドルフおよびバンベルクでのカーニバルの仮装行列の主要メンバーとなっている。

## 経済と社会基盤

### 経済
労働者の多くは、バンベルクの企業（ボッシュ、ヴィーラント・エレクトリック）やハルシュタットのミシュランへ働きに行っている。メンメルスドルフには、たくさんの地元に密着した中小企業が存在している。その中でも大きな企業は建設関係の企業である。最も大きな会社は、従業員数約150人のFa. Föselである。
メンメルスドルフには5つのビール醸造所（2つがメンメルスドルフ地区、2つがメルケンドルフ地区、1つがドローゼンドルフ地区）がある。このうち2つ（メンメルスドルフのドライ・クローネンとメルケンドルフのフンメル）は、フランケン地方特有のラウフビール（小麦で造ったビールを樽ごと煙で燻したビール）を生産している。

### 交通
メンメルスドルフは、バンベルクの東6kmの州道2190号沿いに位置している。アウトバーンA70（マイン渓谷アウトバーン シュヴァインフルト-バイロイト線）やA73（フランケン高速 ニュルンベルク-バンベルク線）にも便利である。この両アウトバーンのジャンクション（バンベルガー・クロイツ）の東、A73上にバンベルク−メンメルスドルフ・インターチェンジがある。このインターチェンジからリヒテンアイヒェ地区にアクセスできる。ここから、メンメルスドルフ地区までは約2kmの距離である。
この町の全地区をバンベルクの市バス網がカバーしている。

## 人物

### ゆかりの人物
- フェルディナント・ティーツ（1708年 アイゼンベルク（ボヘミア） - 1777年6月17日 ゼーホーフ城）彫刻家

## 引用
1. ↑  https://www.statistikdaten.bayern.de/genesis/online?operation=result&code=12411-003r&leerzeilen=false&language=de Genesis-Online-Datenbank des Bayerischen Landesamtes für Statistik Tabelle 12411-003r Fortschreibung des Bevölkerungsstandes: Gemeinden, Stichtag (Einwohnerzahlen auf Grundlage des Zensus 2011)
2. ↑  Bayerische Landesbibliothek Online